# Divize D 1976/1977
V soubojích 12. ročníku Moravskoslezské divize D 1976/77 (jedna ze skupin 4. fotbalové ligy) se utkalo 16 týmů každý s každým dvoukolovým systémem podzim–jaro. Tento ročník začal v srpnu 1976 a skončil v červnu 1977.
Po sezoně proběhla reorganizace nižších soutěží, přičemž Divize D se stala jednou ze skupin 3. nejvyšší soutěže, 4. stupněm byly krajské přebory (takto tomu bylo i v období 1965–1969 a naposled v sezoně 1980/81).

## Nové týmy v sezoně 1976/77
- Ze III. ligy – sk. B 1975/76 nesestoupilo do Divize D žádné mužstvo.
- Z Jihomoravského krajského přeboru 1975/76 postoupilo vítězné mužstvo TJ Spartak Uherský Brod.[1]
- Ze Severomoravského krajského přeboru 1975/76 postoupilo vítězné mužstvo TJ Spartak PS Přerov.

## Konečná tabulka
Zdroj: 
| Poř. | Tým                          | Z  | V  | R  | P  | VG | OG | B  |
| ---- | ---------------------------- | -- | -- | -- | -- | -- | -- | -- |
| 1.   | TJ KPS Brno                  | 30 | 17 | 7  | 6  | 48 | 23 | 41 |
| 2.   | TJ Spartak Uherský Brod (N)  | 30 | 14 | 10 | 6  | 54 | 30 | 38 |
| 3.   | TJ Slavia Kroměříž           | 30 | 12 | 9  | 9  | 36 | 23 | 33 |
| 4.   | TJ Zetor Brno                | 30 | 12 | 9  | 9  | 38 | 39 | 33 |
| 5.   | TJ Veselí nad Moravou        | 30 | 12 | 8  | 10 | 46 | 43 | 32 |
| 6.   | TJ Zbrojovka Brno „B“        | 30 | 10 | 10 | 10 | 38 | 37 | 30 |
| 7.   | TJ VOKD Poruba               | 30 | 10 | 9  | 11 | 46 | 47 | 29 |
| 8.   | TJ Baník Horní Suchá         | 30 | 12 | 5  | 13 | 38 | 41 | 29 |
| 9.   | TJ Modeta Jihlava            | 30 | 12 | 5  | 13 | 41 | 45 | 29 |
| 10.  | TJ Baník 1. máj Karviná      | 30 | 10 | 9  | 11 | 35 | 43 | 29 |
| 11.  | TJ US Uničov                 | 30 | 11 | 6  | 13 | 39 | 37 | 28 |
| 12.  | TJ Jiskra Otrokovice         | 30 | 11 | 6  | 13 | 28 | 38 | 28 |
| 13.  | TJ Fatra Napajedla           | 30 | 11 | 5  | 14 | 31 | 42 | 27 |
| 14.  | TJ Spartak PS Přerov (N)     | 30 | 10 | 6  | 14 | 44 | 40 | 26 |
| 15.  | TJ Moravská Slavia Brno      | 30 | 10 | 4  | 16 | 43 | 54 | 24 |
| 16.  | TJ Baník Důl Doubrava-Orlová | 30 | 8  | 8  | 14 | 26 | 47 | 24 |

Poznámky:
- Z = Odehrané zápasy; V = Vítězství; R = Remízy; P = Prohry; VG = Vstřelené góly; OG = Obdržené góly; B = Body; (S) = Mužstvo sestoupivší z vyšší soutěže; (N) = Mužstvo postoupivší z nižší soutěže (nováček)
- Po sezoně 1976/77 byla plošně zrušena B-mužstva prvoligových oddílů. Aby neztratil svoje místo ve 3. nejvyšší soutěži, přenechal je ostravský Baník Porubě, kam také přestoupili všichni hráči, aby zde vytvořili B-mužstvo (neligová mužstva směla mít záložní týmy). ČNFL – sk. B 1977/78 (2. nejvyšší soutěž) tak hrálo A-mužstvo TJ VOKD Poruba, jeho divizní místo zaujalo záložní mužstvo TJ VOKD Poruba „B“.

|  | Postup do II. ligy – sk. B 1977/78                              |
|  | Přechod do Divize D 1977/78 (III. liga)                         |
|  | Sestup do Jihomoravského krajského přeboru 1977/78 (IV. liga)   |
|  | Sestup do Severomoravského krajského přeboru 1977/78 (IV. liga) |
|  | B-mužstvo zrušeno                                               |